# Kanton Lusigny-sur-Barse
Lusigny-sur-Barse is een voormalig kanton van het Franse departement Aube. Het kanton maakte deel uit van het arrondissement Troyes. 

Het werd opgeheven bij decreet van 21 februari 2014, met uitwerking op 22 maart 2015, en alle gemeenten werden opgenomen in het kanton Vendeuvre-sur-Barse.

## Gemeenten
Het kanton Lusigny-sur-Barse omvatte de volgende gemeenten:
- Bouranton
- Clérey
- Courteranges
- Fresnoy-le-Château
- Laubressel
- Lusigny-sur-Barse (hoofdplaats)
- Mesnil-Saint-Père
- Montaulin
- Montiéramey
- Montreuil-sur-Barse
- Rouilly-Saint-Loup
- Ruvigny
- Thennelières
- Verrières